# Loma Linda East (condado de Starr)
Loma Linda East es un lugar designado por el censo ubicado en el condado de Starr en el estado estadounidense de Texas. En el Censo de 2010 tenía una población de 44 habitantes y una densidad poblacional de 447,07 personas por km².

## Geografía
Loma Linda East se encuentra ubicado en las coordenadas 26°19′41″N 98°41′22″O / 26.32806, -98.68944. Según la Oficina del Censo de los Estados Unidos, Loma Linda East tiene una superficie total de 0.1 km², de la cual 0.1 km² corresponden a tierra firme y (0%) 0 km² es agua.

## Demografía
Según el censo de 2010, había 44 personas residiendo en Loma Linda East. La densidad de población era de 447,07 hab./km². De los 44 habitantes, Loma Linda East estaba compuesto por el 100% blancos, el 0% eran afroamericanos, el 0% eran amerindios, el 0% eran asiáticos, el 0% eran isleños del Pacífico, el 0% eran de otras razas y el 0% pertenecían a dos o más razas. Del total de la población el 54.55% eran hispanos o latinos de cualquier raza.